# Medalistki mistrzostw Polski seniorów w biegu na 100 metrów przez płotki
Medalistki mistrzostw Polski seniorów w biegu na 100 metrów przez płotki – zdobywczynie medali seniorskich mistrzostw Polski w konkurencji biegu na 100 metrów przez płotki.
Bieg na 100 metrów przez płotki kobiet został rozegrany na mistrzostwach kraju po raz pierwszy na  mistrzostwach w 1968 r., które odbyły się w Zielonej Górze. Zwyciężyła Bożena Kania z AZS Poznań, która uzyskała czas 14,1 s. Na tych samych zawodach po raz ostatni rozegrano mistrzostwa Polski w biegu na 80 metrów przez płotki.
Najwięcej medali mistrzostw Polski (dziesięć) zdobyła Karolina Kołeczek, która również wywalczyła najwięcej złotych medali (siedem).
Aktualny rekord mistrzostw Polski seniorów w biegu na 100 metrów przez płotki wynosi 12,62 s i został ustanowiony przez Pię Skrzyszowską podczas mistrzostw w 2022 w Suwałkach.

## Medalistki
| NR – rekord kraju \| PB – rekord życiowy \| SB – najlepszy wynik w sezonie \| NL – najlepszy wynik w polskich tabelach w sezonie |

| Mistrzostwa              | 1. miejsce                                | Rezultat | 2. miejsce                              | Rezultat  | 3. miejsce                              | Rezultat  |
| 1922-1967                | nie rozgrywano                            |          |                                         |           |                                         |           |
| Zielona Góra 1968        | Bożena Kania AZS Poznań                   | 14,1     | Ewa Murawska Polonia Warszawa           | 14,5      | Halina Krzyżańska LZS Mazowsze          | 14,7      |
| Kraków 1969              | Teresa Nowak Gwardia Warszawa             | 13,5     | Teresa Sukniewicz Gwardia Warszawa      | 13,6      | Bożena Kania AZS Poznań                 | 14,2      |
| Warszawa 1970            | Teresa Sukniewicz Gwardia Warszawa        | 12,6     | Teresa Nowak Gwardia Warszawa           | 13,2      | Danuta Straszyńska Skra Warszawa        | 13,3      |
| Warszawa 1971            | Danuta Straszyńska Skra Warszawa          | 12,9     | Teresa Nowak Gwardia Warszawa           | 13,2      | Teresa Sukniewicz Gwardia Warszawa      | 13,2      |
| Warszawa 1972            | Danuta Straszyńska Skra Warszawa          | 12,8     | Teresa Nowak Gwardia Warszawa           | 12,9      | Grażyna Rabsztyn Burza Wrocław          | 13,0      |
| Warszawa 1973            | Grażyna Rabsztyn Gwardia Warszawa         | 12,7 =NR | Teresa Nowak Gwardia Warszawa           | 13,1      | Teresa Sukniewicz Gwardia Warszawa      | 13,2      |
| Warszawa 1974            | Teresa Nowak Gwardia Warszawa             | 12,8     | Grażyna Rabsztyn Gwardia Warszawa       | 13,3      | Bożena Nowakowska Warszawianka          | 13,3      |
| Bydgoszcz 1975           | Grażyna Rabsztyn Gwardia Warszawa         | 12,7     | Teresa Nowak Gwardia Warszawa           | 12,9      | Bożena Nowakowska Warszawianka          | 13,4      |
| Bydgoszcz 1976           | Grażyna Rabsztyn Gwardia Warszawa         | 12,98    | Bożena Nowakowska Warszawianka          | 13,18     | Danuta Wołosz Gwardia Warszawa          | 13,70     |
| Bydgoszcz 1977           | Bożena Nowakowska Warszawianka            | 13,09    | Lucyna Langer Górnik Zabrze             | 13,27     | Iwona Grotowska Gwardia Warszawa        | 13,50     |
| Warszawa 1978            | Grażyna Rabsztyn Gwardia Warszawa         | 12,85    | Zofia Bielczyk Polonia Warszawa         | 13,01     | Elżbieta Rabsztyn Gwardia Warszawa      | 13,01     |
| Poznań 1979              | Grażyna Rabsztyn Gwardia Warszawa         | 12,64    | Lucyna Langer GKS Tychy                 | 12,77     | Danuta Perka Gwardia Warszawa           | 12,98     |
| Łódź 1980                | Grażyna Rabsztyn Gwardia Warszawa         | 12,67    | Lucyna Langer GKS Tychy                 | 12,82     | Elżbieta Rabsztyn Gwardia Warszawa      | 13,10     |
| Zabrze 1981              | Elżbieta Rabsztyn Gwardia Warszawa        | 13,12    | Lucyna Langer GKS Tychy                 | 13,19     | Danuta Perka Gwardia Warszawa           | 13,22     |
| Lublin 1982              | Lucyna Kałek GKS Tychy                    | 12,64    | Grażyna Rabsztyn Gwardia Warszawa       | 12,88     | Danuta Wołosz Gwardia Warszawa          | 13,41     |
| Bydgoszcz 1983           | Lucyna Kałek GKS Tychy                    | 13,09    | Danuta Wołosz Gwardia Warszawa          | 13,51     | Elżbieta Szulc Legia Warszawa           | 14,10     |
| Lublin 1984              | Lucyna Kałek GKS Tychy                    | 12,68    | Elżbieta Szulc Legia Warszawa           | 13,43     | Agnieszka Muszyńska Skra Warszawa       | 13,77     |
| Bydgoszcz 1985           | Sylwia Bednarska Gwardia Warszawa         | 13,37    | Małgorzata Nowak Gwardia Warszawa       | 13,49     | Elżbieta Szulc Legia Warszawa           | 13,71     |
| Grudziądz 1986           | Małgorzata Nowak Gwardia Warszawa         | 13,57    | Barbara Latos Gwardia Warszawa          | 13,64     | Iwona Parucka Olimpia Poznań            | 13,79     |
| Poznań 1987              | Barbara Latos Gwardia Warszawa            | 13,55    | Grażyna Ostrowska Warszawianka          | 13,65     | Sylwia Bednarska Gwardia Warszawa       | 13,66     |
| Grudziądz 1988           | Grażyna Tadrzak Warszawianka              | 13,53    | Sylwia Bednarska Gwardia Warszawa       | 13,63     | Małgorzata Urbanowicz Start Łódź        | 13,66     |
| Kraków 1989              | Maria Kamrowska AZS-AWF Gdańsk            | 13,68    | Anna Leszczyńska Warszawianka           | 13,77     | Sylwia Bednarska Gwardia Warszawa       | 13,99     |
| Piła 1990                | Maria Kamrowska AZS-AWF Gdańsk            | 13,42    | Sylwia Bednarska Gwardia Warszawa       | 13,70     | Dorota Krawczak Skra Warszawa           | 13,79     |
| Kielce 1991              | Urszula Włodarczyk AZS-AWF Wrocław        | 13,32    | Maria Kamrowska AZS-AWF Gdańsk          | 13,36     | Aldona Fogiel AZS-AWF Warszawa          | 13,79     |
| Warszawa 1992            | Aldona Fogiel AZS-AWF Warszawa            | 13,36    | Dorota Krawczak Skra Warszawa           | 13,43     | Małgorzata Urbanowicz Zdrowie Piła      | 13,86     |
| Kielce 1993              | Maria Kamrowska MKS AZS-AWF Gdańsk        | 13,25    | Anna Leszczyńska MKS AZS-AWF Gdańsk     | 13,42     | Aneta Bednarczyk Skra Warszawa          | 13,68     |
| Piła 1994                | Maria Kamrowska AZS-AWF Gdańsk            | 13,54    | Aldona Fogiel AZS-AWF Warszawa          | 13,61     | Aurelia Trywiańska Budowlani Szczecin   | 14,06     |
| Warszawa 1995            | Aldona Fogiel AZS-AWF Warszawa            | 13,26    | Anna Leszczyńska Warszawianka           | 13,33     | Aneta Sosnowska Skra Warszawa           | 13,54     |
| Piła 1996                | Aldona Fogiel AZS-AWF Warszawa            | 13,04    | Aneta Sosnowska Skra Warszawa           | 13,10     | Anna Leszczyńska Warszawianka           | 13,32     |
| Bydgoszcz 1997           | Anna Leszczyńska Warszawianka             | 13,18    | Aneta Sosnowska Skra Warszawa           | 13,23     | Aurelia Trywiańska Budowlani Szczecin   | 13,62     |
| Wrocław 1998             | Anna Leszczyńska Warszawianka             | 13,28    | Aneta Sosnowska Skra Warszawa           | 13,50     | Iwona Konrad Skra Warszawa              | 13,56     |
| Kraków 1999              | Anna Leszczyńska-Łazor Warszawianka       | 13,37    | Agnieszka Karaczun Budowlani Szczecin   | 13,42     | Iwona Konrad Skra Warszawa              | 13,67     |
| Kraków 2000              | Aneta Sosnowska Skra Warszawa             | 13,17    | Aurelia Trywiańska MKL Szczecin         | 13,43     | Urszula Włodarczyk AZS-AWF Wrocław      | 13,66     |
| Bydgoszcz 2001           | Aneta Sosnowska Skra Warszawa             | 13,12    | Iwona Konrad Skra Warszawa              | 13,59     | Agnieszka Frankowska Wawel Kraków       | 13,92     |
| Szczecin 2002            | Aurelia Trywiańska MKL Szczecin           | 12,97    | Aneta Sosnowska Skra Warszawa           | 13,08     | Joanna Grzesiak AZS-AWF Gdańsk          | 13,45     |
| Bielsko-Biała 2003       | Aurelia Trywiańska AZS-AWF Warszawa       | 12,75    | Aneta Sosnowska Skra Warszawa           | 12,99     | Justyna Oleksy AZS-AWF Wrocław          | 13,09     |
| Bydgoszcz 2004           | Aurelia Trywiańska AZS-AWF Warszawa       | 12,96    | Justyna Oleksy AZS-AWF Wrocław          | 13,47     | Agnieszka Frankowska Wawel Kraków       | 13,51     |
| Biała Podlaska 2005      | Aurelia Trywiańska AZS-AWF Warszawa       | 13,05    | Joanna Kocielnik Orzeł Warszawa         | 13,55     | Justyna Oleksy AZS-AWFiS Gdańsk         | 13,63     |
| Bydgoszcz 2006           | Aurelia Trywiańska AZS-AWF Warszawa       | 13,30    | Justyna Oleksy AZS-AWFiS Gdańsk         | 13,54     | Joanna Kocielnik Orzeł Warszawa         | 13,70     |
| Poznań 2007              | Joanna Kocielnik Orzeł Warszawa           | 13,25    | Monika Nabiałek AZS-AWF Wrocław         | 13,64     | Kamila Chudzik AZS-AWFiS Gdańsk         | 14,02     |
| Szczecin 2008            | Aurelia Trywiańska AZS-AWF Warszawa       | 12,91    | Joanna Kocielnik Orzeł Warszawa         | 13,11     | Kaja Tokarska AZS-AWF Warszawa          | 13,42     |
| Bydgoszcz 2009           | Joanna Kocielnik Orzeł Warszawa           | 13,42    | Kamila Chudzik AZS-AWFiS Gdańsk         | 14,02     | Karolina Tymińska AZS-AWFiS Gdańsk      | 13,82     |
| Bielsko-Biała 2010       | Joanna Kocielnik Orzeł Warszawa           | 13,51    | Karolina Tymińska ZLKL Zielona Góra     | 13,79     | Marta Chrust-Rożej AZS-AWF Wrocław      | 13,82     |
| Bydgoszcz 2011           | Karolina Tymińska SKLA Sopot              | 13,37    | Zuzanna Leszczyńska AZS-AWFiS Gdańsk    | 13,62     | Karolina Kołeczek UKS Trójka Sandomierz | 13,68     |
| Bielsko-Biała 2012       | Urszula Bhebhe AZS-AWF Warszawa           | 13,34 PB | Karolina Kołeczek UKS Trójka Sandomierz | 13,43 PB  | Karolina Jaroszek RLTL ZTE Radom        | 13,42 PB  |
| Toruń 2013               | Karolina Kołeczek UKS Trójka Sandomierz   | 13,21 PB | Urszula Bhebhe AZS-AWF Warszawa         | 13,30 PB  | Anna Kiełbasińska AZS-AWF Warszawa      | 13,51 PB  |
| Szczecin 2014            | Karolina Kołeczek UKS Trójka Sandomierz   | 13,09    | Julia Rządzińska AZS Łódź               | 13,62 PB  | Katarzyna Świostek AZS-AWF Warszawa     | 13,74     |
| Kraków 2015              | Karolina Kołeczek Wisła Junior Sandomierz | 12,92    | Urszula Bhebhe AZS-AWF Warszawa         | 13,49 SB  | Katarzyna Hyjek AZS-AWF Wrocław         | 13,63 PB  |
| Bydgoszcz 2016           | Karolina Kołeczek Wisła Junior Sandomierz | 13,03 SB | Urszula Bhebhe AZS-AWF Warszawa         | 13,57 SB  | Katarzyna Hyjek AZS-AWF Wrocław         | 13,61 PB  |
| Białystok 2017           | Karolina Kołeczek Wisła Junior Sandomierz | 13,17    | Urszula Bhebhe AZS-AWF Warszawa         | 13,42 =SB | Marlena Morton Zawisza Bydgoszcz        | 13,77     |
| Lublin 2018              | Klaudia Siciarz AZS-AWF Kraków            | 12,74w   | Karolina Kołeczek AZS UMCS Lublin       | 12,94w    | Katarzyna Flis AZS Łódź                 | 13,57w    |
| Radom 2019               | Karolina Kołeczek AZS UMCS Lublin         | 12,82    | Klaudia Siciarz KS AZS AWF Kraków       | 12,85     | Anna Szymańska Skra Warszawa            | 13,43 =PB |
| Włocławek 2020           | Karolina Kołeczek AZS UMCS Lublin         | 13,04    | Klaudia Wojtunik AZS Łódź               | 13,27     | Zuzanna Hulisz MKL Toruń                | 13,52     |
| Poznań 2021              | Pia Skrzyszowska AZS-AWF Warszawa         | 12,85    | Klaudia Siciarz KS AZS AWF Kraków       | 12,92     | Klaudia Wojtunik AZS Łódź               | 13,19     |
| Suwałki 2022             | Pia Skrzyszowska AZS-AWF Warszawa         | 12,62 PB | Klaudia Siciarz KS AZS AWF Kraków       | 12,90 SB  | Klaudia Wojtunik AZS Łódź               | 13,05 SB  |
| Gorzów Wielkopolski 2023 | Pia Skrzyszowska KS AZS AWF Warszawa      | 12,94    | Klaudia Siciarz KS AZS AWF Kraków       | 13,09     | Marika Majewska AZS-AWF Gorzów          | 13,31     |
| Bydgoszcz 2024           | Pia Skrzyszowska KS AZS AWF Warszawa      | 12,67    | Marika Majewska AZS-AWF Gorzów          | 12,97     | Natalia Szczęsna RLTL GGG Radom         | 12,98 PB  |

## Klasyfikacja medalowa
W historii mistrzostw Polski seniorów na podium tej imprezy stanęło w sumie 56 płotkarek. Najwięcej medali – 10 – wywalczyła Karolina Kołeczek, a najwięcej złotych (7) – również Kołeczek.  W tabeli kolorem wyróżniono zawodniczki, którzy wciąż są czynnymi lekkoatletkami.
| Lp. | Zawodniczka            | Złoto | Srebro | Brąz | Razem |
| 1.  | Karolina Kołeczek      | 7     | 2      | 1    | 10    |
| 2.  | Grażyna Rabsztyn       | 6     | 2      | 1    | 9     |
| 3.  | Aurelia Trywiańska     | 6     | 1      | 2    | 9     |
| 4.  | Maria Kamrowska        | 4     | 1      | 0    | 5     |
| 5.  | Pia Skrzyszowska       | 4     | 0      | 0    | 4     |
| 6.  | Lucyna Kałek           | 3     | 4      | 0    | 7     |
| 7.  | Anna Leszczyńska-Łazor | 3     | 3      | 1    | 7     |
| 8.  | Joanna Kocielnik       | 3     | 2      | 1    | 6     |
| 9.  | Aldona Fogiel          | 3     | 1      | 1    | 5     |
| 10. | Aneta Sosnowska        | 2     | 5      | 2    | 9     |
| 11. | Teresa Nowak           | 2     | 5      | 0    | 7     |
| 12. | Danuta Straszyńska     | 2     | 0      | 1    | 3     |
| 13. | Urszula Bhebhe         | 1     | 4      | 0    | 5     |
| 13. | Klaudia Siciarz        | 1     | 4      | 0    | 5     |
| 15. | Sylwia Bednarska       | 1     | 2      | 2    | 5     |
| 16. | Bożena Nowakowska      | 1     | 1      | 2    | 4     |
| 16. | Teresa Sukniewicz      | 1     | 1      | 2    | 4     |
| 18. | Karolina Tymińska      | 1     | 1      | 1    | 3     |
| 19. | Barbara Latos          | 1     | 1      | 0    | 2     |
| 19. | Małgorzata Nowak       | 1     | 1      | 0    | 2     |
| 19. | Grażyna Tadrzak        | 1     | 1      | 0    | 2     |
| 22. | Elżbieta Rabsztyn      | 1     | 0      | 2    | 3     |
| 23. | Bożena Kania           | 1     | 0      | 1    | 2     |
| 23. | Urszula Włodarczyk     | 1     | 0      | 1    | 2     |
| 25. | Justyna Oleksy         | 0     | 2      | 2    | 4     |
| 26. | Danuta Wołosz          | 0     | 1      | 4    | 5     |
| 27. | Iwona Konrad           | 0     | 1      | 2    | 3     |
| 27. | Elżbieta Szulc         | 0     | 1      | 2    | 3     |
| 27. | Klaudia Wojtunik       | 0     | 1      | 2    | 3     |
| 30. | Kamila Chudzik         | 0     | 1      | 1    | 2     |
| 30. | Dorota Krawczak        | 0     | 1      | 1    | 2     |
| 30. | Marika Majewska        | 0     | 1      | 1    | 2     |
| 33. | Zofia Bielczyk         | 0     | 1      | 0    | 1     |
| 33. | Agnieszka Karaczun     | 0     | 1      | 0    | 1     |
| 33. | Zuzanna Leszczyńska    | 0     | 1      | 0    | 1     |
| 33. | Ewa Murawska           | 0     | 1      | 0    | 1     |
| 33. | Monika Nabiałek        | 0     | 1      | 0    | 1     |
| 33. | Julia Rządzińska       | 0     | 1      | 0    | 1     |
| 39. | Agnieszka Frankowska   | 0     | 0      | 2    | 2     |
| 39. | Katarzyna Hyjek        | 0     | 0      | 2    | 2     |
| 39. | Małgorzata Urbanowicz  | 0     | 0      | 2    | 2     |
| 42. | Marta Chrust-Rożej     | 0     | 0      | 1    | 1     |
| 42. | Katarzyna Flis         | 0     | 0      | 1    | 1     |
| 42. | Iwona Grotowska        | 0     | 0      | 1    | 1     |
| 42. | Joanna Grzesiak        | 0     | 0      | 1    | 1     |
| 42. | Zuzanna Hulisz         | 0     | 0      | 1    | 1     |
| 42. | Karolina Jaroszek      | 0     | 0      | 1    | 1     |
| 42. | Anna Kiełbasińska      | 0     | 0      | 1    | 1     |
| 42. | Halina Krzyżańska      | 0     | 0      | 1    | 1     |
| 42. | Marlena Morton         | 0     | 0      | 1    | 1     |
| 42. | Agnieszka Muszyńska    | 0     | 0      | 1    | 1     |
| 42. | Iwona Parucka          | 0     | 0      | 1    | 1     |
| 42. | Natalia Szczęsna       | 0     | 0      | 1    | 1     |
| 42. | Anna Szymańska         | 0     | 0      | 1    | 1     |
| 42. | Katarzyna Świostek     | 0     | 0      | 1    | 1     |
| 42. | Kaja Tokarska          | 0     | 0      | 1    | 1     |

## Zmiany nazwisk
Niektóre zawodniczki w trakcie kariery lekkoatletycznej zmieniały nazwiska. Poniżej podane są najpierw nazwiska panieńskie, a następnie po mężu:
Aneta Bednarczyk  → Aneta Sosnowska
Anna Leszczyńska → Anna Leszczyńska-Łazor
Grażyna Ostrowska → Grażyna Tadrzak
Danuta Wołosz → Danuta Perka → Danuta Wołosz
Bożena Woźniak → Bożena Kania